# Mars 1960A
Las sondas Mars 1M/1 y Mars 1M/2, también designadas como Mars 1960A y Mars 1960B; fueron los primeros intentos soviéticos por dirigirse a Marte. Sin embargo diversos problemas evitaron que estas sondas fuesen las primeras en conseguirlo ya que ninguna llegó a abandonar nuestro planeta.

## Historia

### Mars 1
Es el diseño general del programa, que a su vez es conocido como Korabl 2-5 o Sputnik-22-25, además de los nombres Mars 1960A y Mars 1960B, todos ellos usados por los medios de comunicación, siendo únicamente oficiales los de la designación Mars.

#### Mars 1M (1960A)
Esta sonda fue el primer intento por poner una sonda en las cercanías de otro planeta para obtener fotografías de la superficie al sobrevolarlo y explorar el espacio interplanetario entre la Tierra y el planeta rojo. A los 5 minutos del lanzamiento, el cohete Molniya 8K78 perdió el control y 24 s más tarde se le envió una orden para que se autodestruyera. La posible causa serían algunas vibraciones de resonancia que afectaron a la estructura del lanzador en la segunda etapa. La etapa superior funcionó durante 25 segundos antes de fallar y junto con la sonda Mars 1 alcanzaron una altura de 120 km, reentrando posteriormente en la atmósfera y desintegrándose sobre Siberia.

#### Mars 2 (1960B)
Cuatro días después del lanzamiento fallido de la Mars 1M, la Unión Soviética intentaba de nuevo lanzar una sonda en dirección hacia Marte. Los objetivos de la misión y los instrumentos a bordo eran idénticos a los de la Mars 1. Entre ellos se encontraba el análisis del medio interplanetario y la toma de fotografías del planeta. Además debería de analizar los efectos en los instrumentos de las radiaciones y la exposición a largos periodos de vacío.
Las primeras fases del lanzamiento funcionaron con normalidad, sin embargo la tercera etapa del cohete Molniya 8K78 no llegó a encenderse debido a un fallo en el sellado de las válvulas de combustible que impedían que el queroseno entrase en la bomba del motor. La sonda por tanto no llegó a la órbita terrestre, alcanzando a una altura de 120 km para reentrar más tarde en la atmósfera de la Tierra.

## Descripción
Las naves eran muy similares a la sonda Venera 1, con forma cilíndrica de dos m de altura, dos paneles solares de 2 m² y una antena de alta ganancia de 2,33 m.
El primer ministro soviético Nikita Khrushchev había planeado traer modelos de las sondas de Marte para mostrar en su visita a la ONU ese mes, pero como ambos lanzamientos fallaron, permanecieron repletos.

### Equipamiento
Los instrumentos científicos tenían un peso total de 10 kg y consistían en:
- Un magnetómetro dispuesto en un brazo telescópico
- Un contador de rayos cósmicos
- Un sensor de iones de plasma
- Un radiómetro
- Un detector de micrometeoritos
- Un espectrómetro para estudiar la banda del C-H que indicaría la presencia de vida en el planeta

Todos los instrumentos se encontraban situados en el exterior de la nave. La cámara se encontraba en el interior de la sonda en un compartimiento aislado. Un sensor fotoeléctrico acoplado en el exterior, indicaría a la cámara de la nave cuando podía comenzar a tomar imágenes del planeta a través de una pequeña ventana.
La orientación la controlaba un sensor de estrellas que indicaba a un pequeño motor cuando tenía que funcionar para mantener la orientación de forma correcta y que los paneles solares siguieran recibiendo la luz del Sol. 

## Objetivos
Los objetivos de la misión eran investigar el espacio interplanetario entre la Tierra y Marte, estudiar Marte y devolver imágenes de la superficie desde una trayectoria de vuelo, y estudiar los efectos del vuelo espacial extendido en instrumentos a bordo y proporcionar comunicaciones de radio desde largas distancias.